# Konstnärligt campus vid Umeå universitet

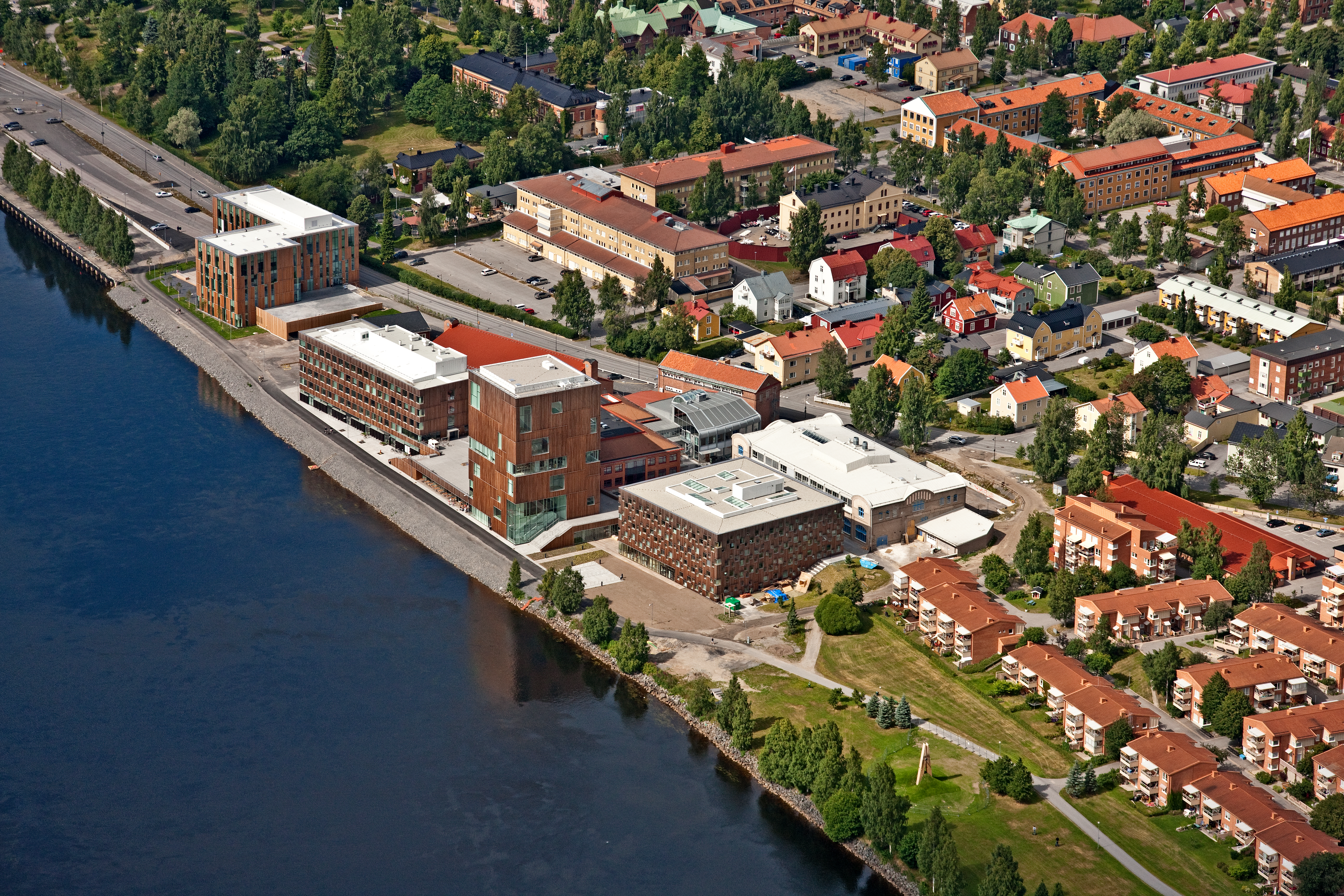
Flygbild över campuset 2013.

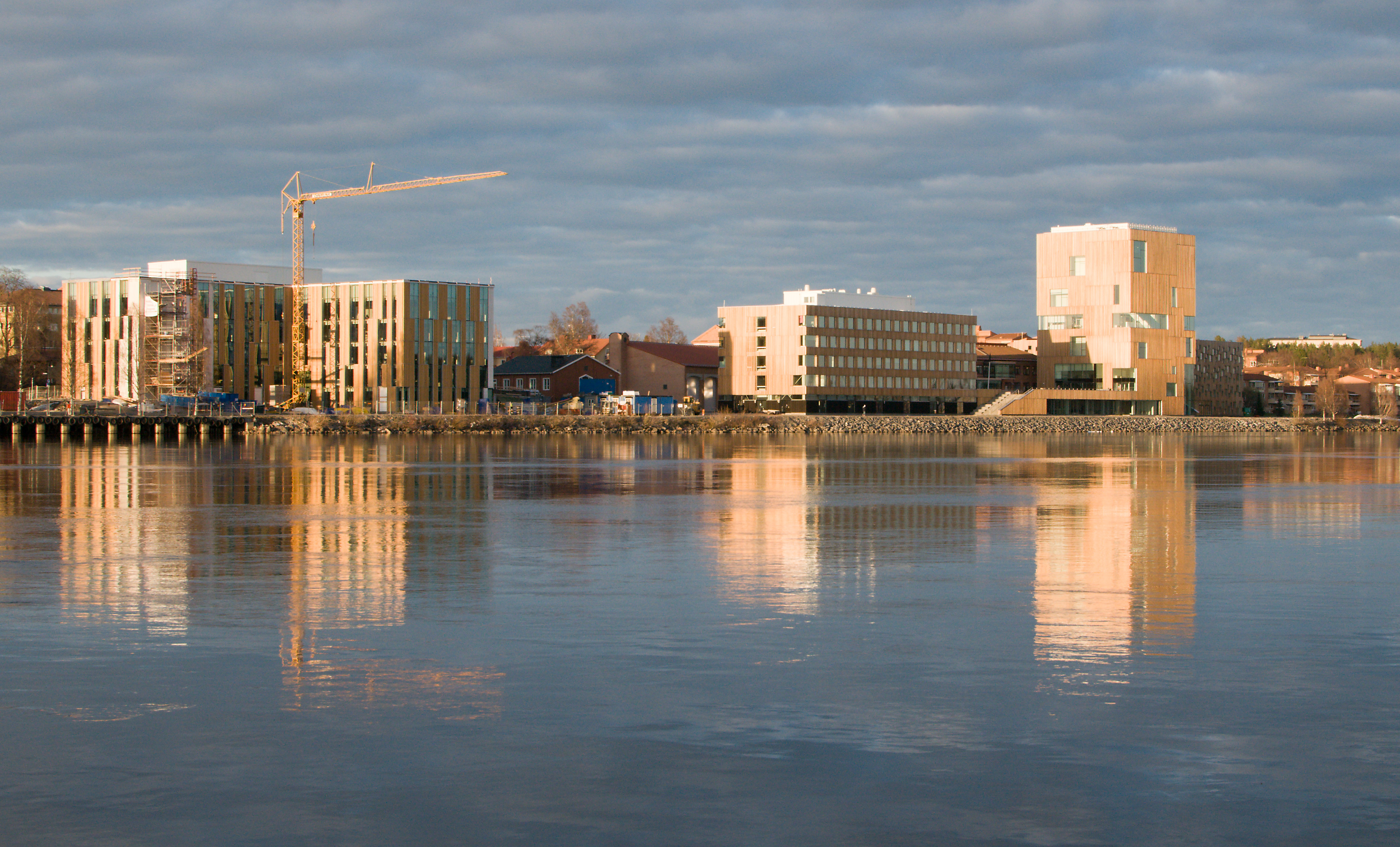
Konstnärligt campus sett från Teg.

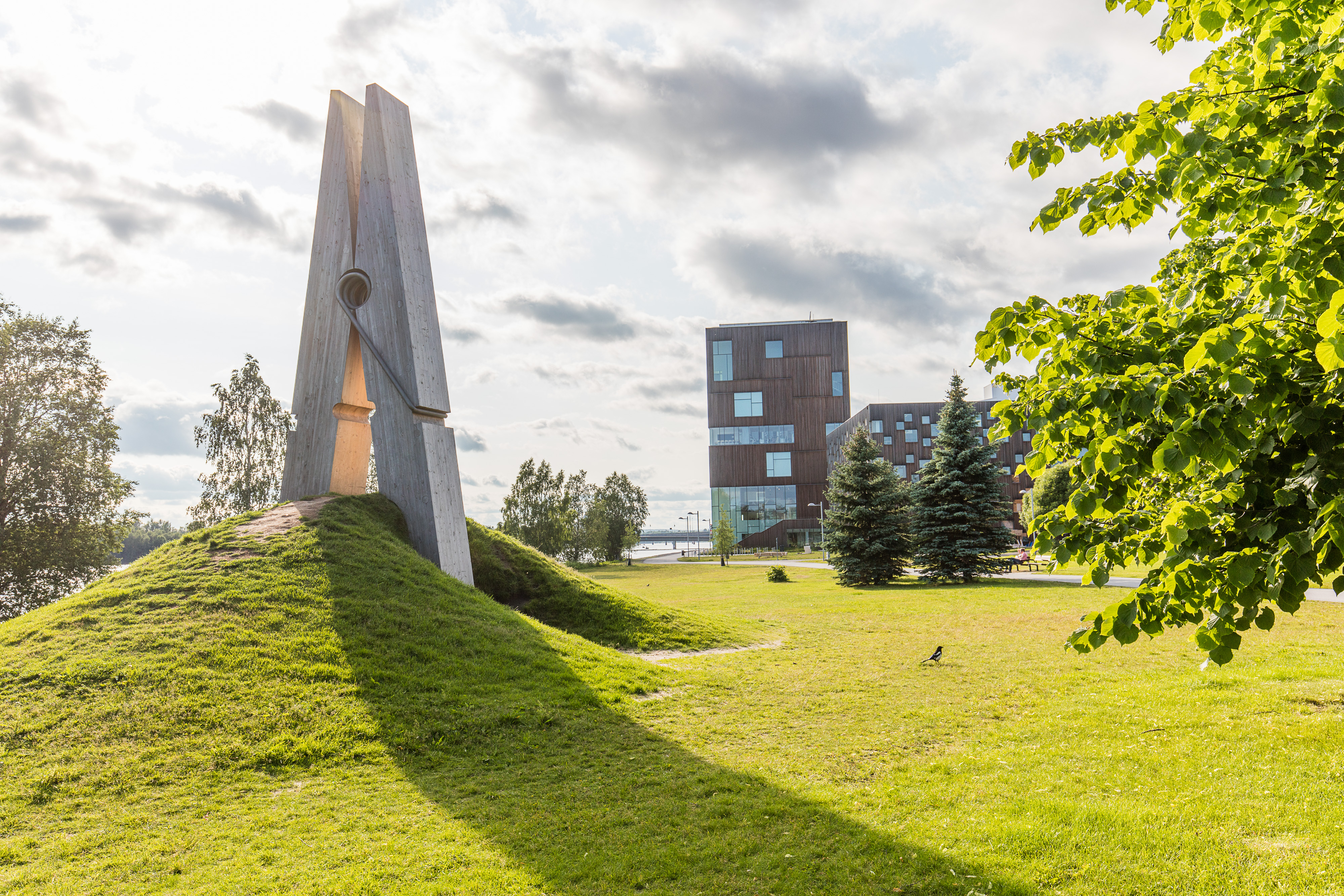
Skulpturen "Skin 4" av Mehmet Ali Uysal med Bildmuseet i bakgrunden.

Konstnärligt campus är ett tidigare industriområde vid Umeälven nära centrala Umeå som åren 2009–2011 byggts om för att inrymma ett flertal av Umeå universitets konstnärliga utbildningar, för att gynna framväxten av en kreativ miljö där arkitektur, design, konst och yrkesverksamhet kan mötas. Konstnärligt Campus ägs av Campus X Design AB.
Först till platsen var Konsthögskolan, som redan 1987 etablerades i före detta Umeå träsliperi från 1909. Därefter fick huset intill, en transformatorstation från 1926, bli utgångspunkt för den nya byggnad som arkitekten Olle Qvarnström ritade för  Designhögskolan, som invigdes 1989.

## Planeringsfasen
2005 lade dåvarande rektorn för Designhögskolan, professor Bengt Palmgren, fram ett förslag till Umeå universitet om att bilda ett konstnärligt campus genom att flytta Bildmuseet till området samt att ansöka om examensrätt för utbildning i arkitektur. Hösten 2008 meddelade Balticgruppens donationsstiftelse att den skulle satsa 36,6 miljoner kronor på Konstnärligt campus. I december samma år beslutade Umeå universitets styrelse att under en sexårsperiod satsa sammanlagt 350 miljoner kronor på utbyggnaden av Konstnärligt campus.
Beslutet gällde i första hand startbidrag och byggstart för den nya Arkitekthögskolan, som startade hösten 2009 i Tullmagasinet i centrala Umeå och hösten 2010 flyttade in i de nya lokaler som byggts invid Designhögskolan. En ny byggnad för Konsthögskolan uppfördes på området, och det gamla sliperiet har byggts om till en inkubatorverksamhet för konstnärer och kulturarbetare. En tredje nybyggnation inrymmer Bildmuseet, en filial till Umeå universitetsbibliotek och en filial till universitets experimentplattform för "humaniora och nya medier", Humlab. Samtliga byggnader ritades av den danska byrån Henning Larsen Architects i samarbete med White arkitekters Umeåkontor, och färdigställdes 2012.

## Ett centrum för konstnärlig utbildning och forskning

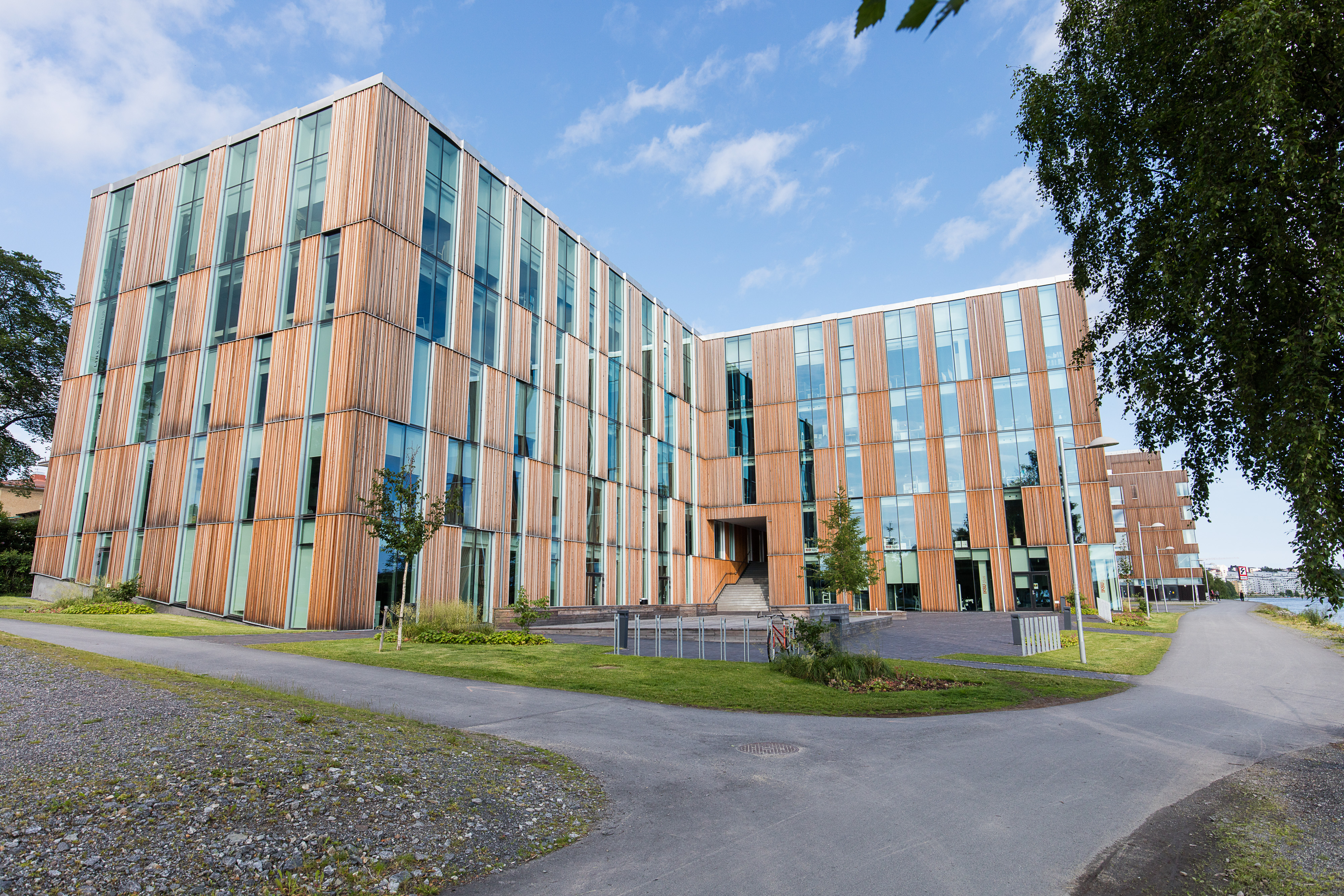
Iksu Plus på Konstnärligt campus.

Den officiella invigningen av Konstnärligt campus hölls 25–26 maj 2012. Senare under året färdigställdes även en kontorsbyggnad i fyra våningar på området, med hyresgäster som bland annat Iksu, White Arkitekter, Balticgruppen, Ålö, och revisionsbyrån Öhrlings PricewaterhouseCoopers.
Våren 2014 öppnade så det nya Sliperiet, (officiellt invigt i september 2014), som bland annat inrymmer inkubatorn Uminova Expression, en filial av Interactive Institute, Kulturverket och några mindre företag. Där finns också Sveriges första Fab lab (fabrication laboratory) – ett toppmodernt laboratorium med avancerad teknik, bland annat flera 3D-skrivare, portalfräsar, laser- och vattenskärare.
Hösten 2015 sålde fastighetsägaren Balticgruppen hälften av sitt ägande av Konstnärligt campus till det nybildade fastighetsbolaget Campus X i Umeå AB, som till lika delar ägs av Balticgruppen och Wallenberg Foundations AB.